# Maison de verre
La Maison de verre (casa di vetro) è un edificio di Parigi in Francia, costruito dal 1928 al 1932. Realizzato secondo lo stile architettonico del primo modernismo, il design ha enfatizzato tre tratti primari: la povertà dei materiali, la trasparenza variabile delle forme e la giustapposizione di materiali e infissi "industriali" con uno stile di arredamento più tradizionale. I materiali primari utilizzati furono l'acciaio, il vetro e il mattone di vetro. Alcuni dei notevoli elementi "industriali" includevano piastrelle per pavimenti gommate, travi in acciaio nudo, lamiera perforata, lampade industriali pesanti e dispositivi meccanici.
Il design uscì da una collaborazione tra Pierre Chareau (designer di mobili e interni), Bernard Bijvoet (architetto olandese che lavorava a Parigi dal 1927) e Louis Dalbet (artigiano metalmeccanico). Gran parte dell'intricato scenario in movimento dell'edificio venne progettato in loco durante lo sviluppo della costruzione. Lo storico Henry-Russel Hitchcock e la designer Eileen Gray hanno dichiarato che l'architetto era in realtà "quell'ingegnoso ingegnere olandese (Bijvoet)" (Gray). La forma esterna è definita da pareti in blocchi di vetro traslucidi, con aree selezionate di vetri trasparenti. Internamente, la suddivisione spaziale è variabile mediante l'utilizzo di schermi scorrevoli, pieghevoli o rotanti in vetro, lamiera o lamiera forata, o in combinazione. Altri componenti meccanici includevano un carrello sopraelevato dalla cucina alla sala da pranzo, una scala retrattile dal soggiorno privato alla camera da letto di Madame Dalsace e complessi armadi e accessori per il bagno.
Il programma della casa era alquanto insolito in quanto includeva uno studio medico al piano terra per il dottor Jean Dalsace. Questo modello di circolazione variabile era garantito da uno schermo rotante che nascondeva le scale private dai pazienti durante il giorno, ma incorniciava le scale di notte.
La casa si distingueva per la sua splendida architettura, ma potrebbe essere più nota per un altro motivo. Fu costruita sul sito di un edificio molto più antico che il committente aveva acquistato e intendeva demolire. Con suo grande dispiacere, tuttavia, l'anziano proprietario dell'ultimo piano dell'edificio si rifiutò assolutamente di vendere, e così il committente fu obbligato a demolire completamente i tre piani inferiori dell'edificio e costruire in essi la Maison de verre, il tutto senza disturbare l'ultimo piano della costruzione.
Il dottor Dalsace era un membro del Partito Comunista Francese che aveva svolto un ruolo significativo sia negli affari antifascisti che in quelli culturali. A metà degli anni 1930, la "salle de séjour" a doppia altezza della Maison de verre fu trasformata in un salotto frequentato regolarmente da intellettuali marxisti come Walter Benjamin, nonché da poeti e artisti surrealisti come Louis Aragon, Paul Éluard, Pablo Picasso, Max Ernst, Jacques Lipchitz, Jean Cocteau, Yves Tanguy, Joan Miró e Max Jacob. Secondo la storica dell'arte statunitense, Maria Gough, la Maison de verre ebbe una forte influenza su Walter Benjamin, soprattutto sulla sua lettura costruttivista, più che espressionista, del progetto utopico di  Paul Scheerbart per una futura "cultura del vetro", per un "nuovo ambiente di vetro [che] trasformerà completamente l'umanità", come quest'ultimo lo espresse nel suo trattato Glass Architecture del 1914. Si veda in particolare il saggio di Benjamin del 1933 Erfahrung und Armut ("Esperienza e povertà").
Lo storico dell'architettura americano Robert Rubin ha acquistato la casa dalla famiglia Dalsace nel 2006 per restaurarla e utilizzarla come residenza di famiglia e permette un numero limitato di visite alla casa.

## Dettagli
- Indirizzo: 31 Rue St-Guillaume, Parigi, Francia
- Architetto: Bernard Bijvoet con Pierre Chareau
- Proprietario: Dr. Dalsace, un medico parigino
- Date di costruzione: dal 1928 al 1931
- Nome alternativo: Maison Dalsace
- Stile: primo periodo del Movimento Moderno
- Uso dell'edificio: abitazione e studio medico al piano terra